# میکو هیوز
میکو هیوز (به انگلیسی: Miko Hughes) (زاده ۲۲ فوریه ۱۹۸۶) بازیگر آمریکایی است.
از فیلم‌های معروف که او در آن بازی کرده می‌توان به فیلم طلوع مرکوری و جک خرس اشاره کرد.